# Seweryn Kłosowski

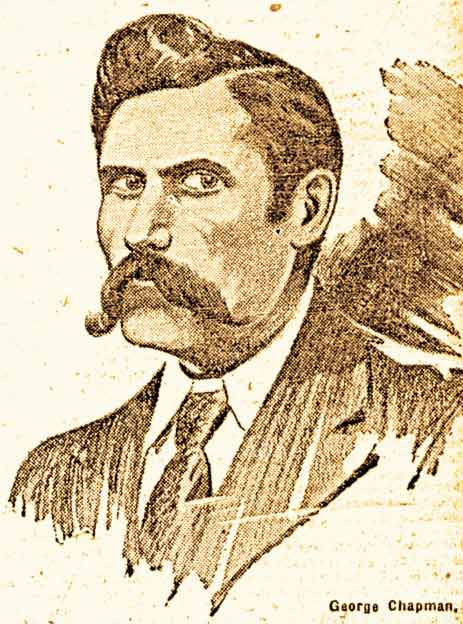
Seweryn Kłosowski

Seweryn Kłosowski (alias George Chapman, ur. 14 grudnia 1865 w Nagórnej, zm. 7 kwietnia 1903 w Wandsworth) – seryjny morderca, podejrzewany o popełnienie zbrodni przypisywanych Kubie Rozpruwaczowi.

## Życiorys
Pochodził z Polski. Urodził się we wsi Nagórna w pobliżu Koła. Od grudnia 1880 do lutego 1887 roku był asystentem, a później młodszym chirurgiem. Wyemigrował do Anglii. W 1887 roku osiedlił się w Londynie, gdzie pracował jako fryzjer i wkrótce otworzył własny zakład. Zakład ów był kilkakrotnie przenoszony. Post Office London Directory z roku 1889 podaje adres 126 Cable Street, i tam prawdopodobnie pracował Kłosowski późnym latem i jesienią roku 1888. W roku 1890 zakład Kłosowskiego znajdował się już w budynku na 89 Whitechapel High Street, róg George Yard. Obydwie te lokalizacje nie były zbyt odległe od miejsc w których Rozpruwacz popełniał swe zbrodnie. Podaje się, że Kłosowski przebywał w Londynie w kwietniu 1891 roku, ale potem przeniósł się do Jersey City w stanie New Jersey w USA. Po której stronie Atlantyku przebywał w momencie zabójstwa Carrie Brown, jest przedmiotem domniemań. Był kilkakrotnie żonaty, ale jego małżeństwa kończyły się po krótkim czasie śmiercią żon w wyniku nagłej choroby. Mary Spinks zmarła 25 grudnia 1897, Bessie Taylor - 14 lutego 1901, Maud Marsh - 22 października 1902. Wszystkie zgony nastąpiły na skutek zatrucia, a ich podobne okoliczności przyciągnęły uwagę policji i doprowadziły do wszczęcia śledztwa. Dochodzenie ustaliło, że kobiety zostały otrute związkiem antymonu, podanym jako domieszka do lekarstwa. Kłosowskiego aresztowano, lecz osądzono tylko za zabójstwo Marsh. Kłosowski został skazany na śmierć i powieszony 7 kwietnia 1903. 
Jego nienawiść do kobiet, wiedza chirurgiczna, oraz obecność w Whitechapel (i prawdopodobnie w okolicach Nowego Jorku w chwili zabójstwa Carrie Brown) podczas popełnienia zbrodni, nasunęły przypuszczenie, że to on jest zabójcą. To, że swoje żony otruł zamiast zamordować nożem, może świadczyć przeciw takiej hipotezie.